# Marsch-Kruserbrink
Marsch-Kruserbrink is het noordelijkste deel van het centrum van Hardenberg. De wijk ligt tussen de Overijsselse Vecht en het winkelcentrum van de stad. Oorspronkelijk heette het westelijke deel van de wijk Marsch en het oostelijke deel Kruserbrink, maar tegenwoordig worden deze samen als één deel beschouwd.

## Geschiedenis namen
De naam Mars of Marsch komt meer voor in de omgeving van Hardenberg, met name voor bepaalde gronden. Ten westen van het centrum ligt de woonwijk Heemsermars en ook ten noorden liggen veel gronden die eindigen op Mars. De nieuwbouwwijk die daar in ontwikkeling is heeft daarom ook de naam Marslanden gekregen.
De naam Kruserbrink komt van een vroegere waterschap in Hardenberg die deze naam droeg. Tot 1915 had deze hier een wipmolen (poldermolen) staan.

## Geschiedenis gebied
Het gebied lag vroeger aan de noordkant van de Vecht. Pas in het begin van de twintigste eeuw is de rivier verlegd naar de plek waar hij nu stroomt.
De wijk zoals die er nu is, is voornamelijk in de jaren '60 opgebouwd. Oudere bebouwing is grotendeels afgebroken. In de wijk zijn het zwembad De Marsch en sportpark De Kruserbrink te vinden. Het zwembad krijgt in de toekomst waarschijnlijk een andere locatie, buiten het centrum. In verband met de bouw van de winkels en appartementen in het centrum werden in de afgelopen jaren in de wijk tijdelijke parkeerplaatsen aangelegd.

## Toekomst
Het gebied wordt meegenomen in het Masterplan Centrum Hardenberg, en grootscheeps plan om het centrum te verbeteren. Zo zijn bestaande woningen afgebroken, andere gerenoveerd en wordt er met verschillende architecten plannen gemaakt voor nieuwbouw in de wijk. De bedoeling is dat er in totaal bijna 300 woningen worden bijgebouwd.
Zo wordt er al gebouwd aan 118 appartementen speciaal voor ouderen en gehandicapten die beperkte hulp nodig hebben en jongeren die beginnen op de woningmarkt. Eveneens is er al een deelgebied met eengezinswoningen en een appartementencomplex gepresenteerd. De drie 'Kruserbrinkflats' uit de jaren 60 staan op de planning om binnen een paar jaar gesloopt te worden, al stuit dit op enig protest. Verder zal de wandelpromenade langs de Vecht worden doorgetrokken.